# The Book of Heads
The Book of Heads est un album de John Zorn joué par Marc Ribot à la guitare solo, mais composé à l'origine pour, et dédié à, Eugene Chadbourne dont il utilise les techniques de guitare iconoclastes. 
Il est sorti en 1995 sur le label Tzadik, dans la série Composer consacrée à la musique classique contemporaine. Les compositions sont de John Zorn. 
Sur Étude no 8, Ribot joue une mélodie de six notes tout en faisant glisser un archet de violon sur les cordes. Sur la no 14, il joue quelques notes au hasard pendant 30 secondes. Sur la no 16, il frappe sur le corps de la guitare et joue quelques notes. Sur la no 21, il semble démonter la guitare corde à corde.
Sur la no 23, la guitare acoustique devient électrique. Sur la no 2, il joue différents styles de musique - funk, surf, et rock and roll.

## Titres
| No  | Titre      | Durée |
| --- | ---------- | ----- |
| 1.  | Étude # 1  |       |
| 2.  | Étude # 2  |       |
| 3.  | Étude # 3  |       |
| 4.  | Étude # 4  |       |
| 5.  | Étude # 5  |       |
| 6.  | Étude # 6  |       |
| 7.  | Étude # 7  |       |
| 8.  | Étude # 8  |       |
| 9.  | Étude # 9  |       |
| 10. | Étude # 10 |       |
| 11. | Étude # 11 |       |
| 12. | Étude # 12 |       |
| 13. | Étude # 13 |       |
| 14. | Étude # 14 |       |
| 15. | Étude # 15 |       |
| 16. | Étude # 16 |       |
| 17. | Étude # 17 |       |
| 18. | Étude # 18 |       |
| 19. | Étude # 19 |       |
| 20. | Étude # 20 |       |
| 21. | Étude # 21 |       |
| 22. | Étude # 22 |       |
| 23. | Étude # 23 |       |
| 24. | Étude # 24 |       |
| 25. | Étude # 25 |       |
| 26. | Étude # 26 |       |
| 27. | Étude # 27 |       |
| 28. | Étude # 28 |       |
| 29. | Étude # 29 |       |
| 30. | Étude # 30 |       |
| 31. | Étude # 31 |       |
| 32. | Étude # 32 |       |
| 33. | Étude # 33 |       |
| 34. | Étude # 34 |       |
| 35. | Étude # 35 |       |

## Personnel
- Marc Ribot : guitare